# Carbono amorfo

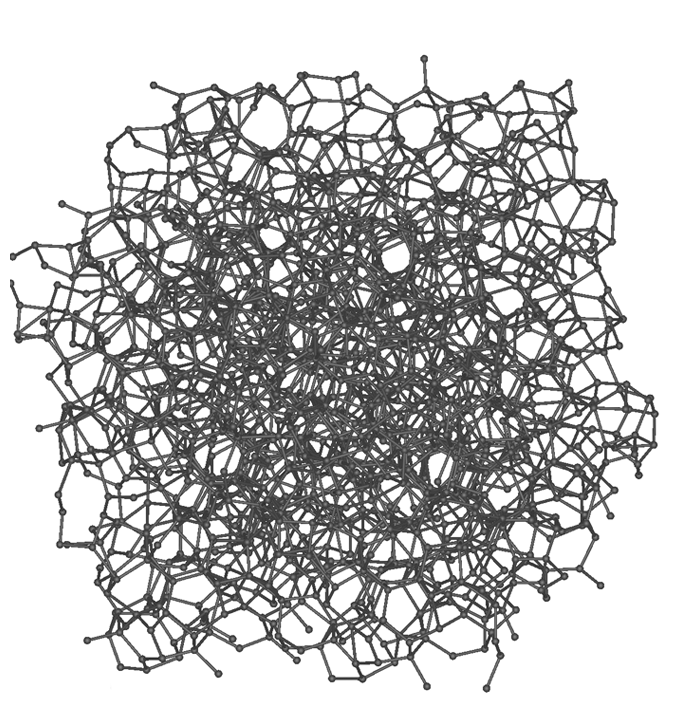
Estructura del carbono amorfo.

El carbono amorfo  es un carbono que no tiene una estructura cristalina. Como con todos los materiales vítreos, puede presentarse algún orden de corto alcance, pero no hay patrones de largo alcance de las posiciones atómicas.

Aunque puede fabricarse carbono completamente amorfo, el carbono amorfo natural (como el hollín) realmente contiene cristales microscópicos de grafito, algunas veces diamante. A escala macroscópica, el carbono amorfo no tiene una estructura definida, puesto que consiste en pequeños cristales irregulares, pero a escala nanomicroscópica, puede verse que está hecho de átomos de carbono colocados regularmente.
El carbón y el hollín o negro de carbón son llamados informalmente carbono amorfo. Sin embargo, son productos de la pirólisis, que no produce carbono amorfo verdadero bajo condiciones normales. La industria del carbón divide al carbón en varios grados, dependiendo de la cantidad de carbono presente en la muestra, comparada con la cantidad de impurezas. El grado más alto, antracita, es aproximadamente 90 por ciento carbono y 10 % otros elementos. El carbón bituminoso es aproximadamente 75-90 % carbono, y el lignito es el nombre del carbón que tiene alrededor de 55 % de carbono.
El carbono amorfo de origen natural es un producto que ha sido producido por la oxidación y algunas formas de descomposición de compuestos orgánicos.